# Mierzęcin (Lubusz)
Pour les articles homonymes, voir Mierzęcin.
Mierzęcin (prononciation : [mjɛˈʐɛnt͡ɕin]) est un village polonais de la gmina de Dobiegniew dans le powiat de Strzelce-Drezdenko de la voïvodie de Lubusz dans l'ouest de la Pologne.
Il se situe à environ 6 kilomètres à l'est de Dobiegniew (siège de la gmina), 22 kilomètres à l'est de Strzelce Krajeńskie (siège de le powiat) et 47 kilomètres au nord-est de Gorzów Wielkopolski (capitale de la voïvodie).

## Histoire

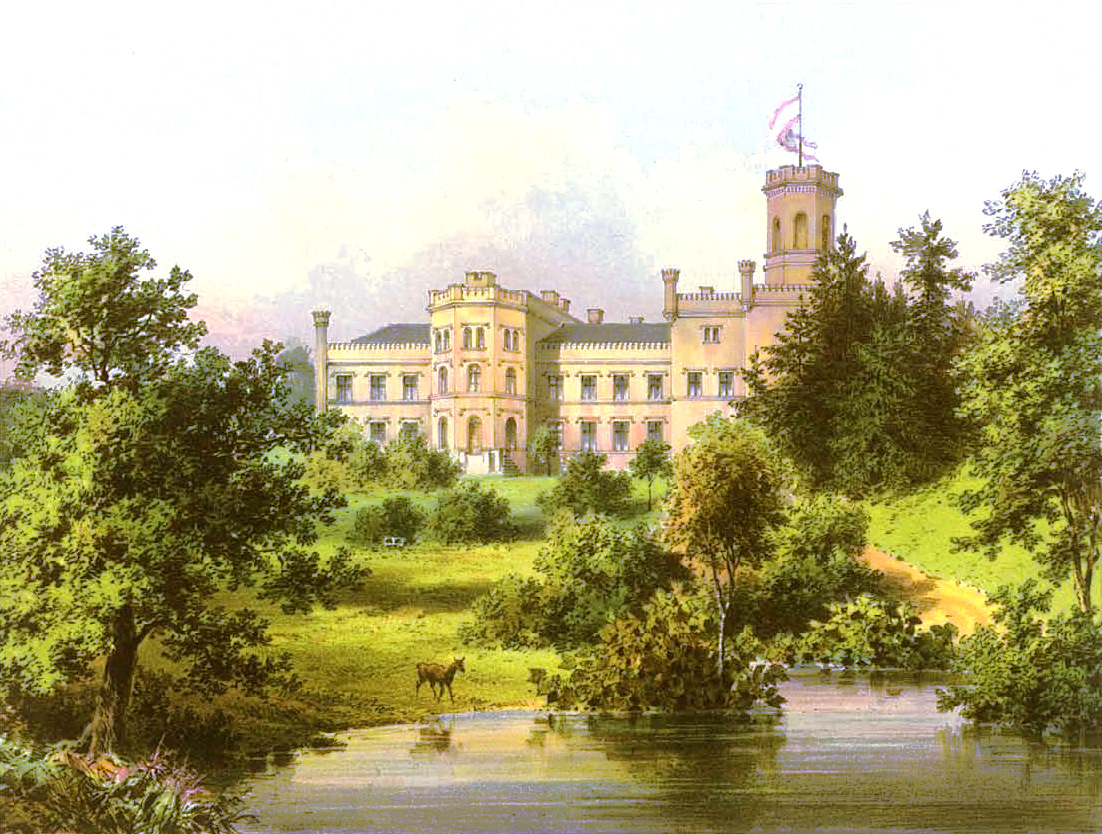
Merenthin Mannor 1860, by Alexander Duncker.

Au cours du deuxième partage de la Pologne en 1793, le village est annexé par le Royaume de Prusse sous le nom de Mehrenthin. Jusqu'en 1945, Mehrenthin fait partie de l'arrondissement de Friedeberg-en-Nouvelle-Marche dans le district de Francfort au sein de la province de Brandebourg.
Après la Seconde Guerre mondiale, avec la mise en œuvre de la ligne Oder-Neisse, le village retourne à la République populaire de Pologne. La population d'origine allemande est expulsée et remplacée par des polonais.
De 1975 à 1998, le village appartenait administrativement à la voïvodie de Gorzów.

Depuis 1999, il appartient administrativement à la voïvodie de Lubusz